# Chiens, à vous de crever !
Pour plus de détails, voir Fiche technique et Distribution.
Chiens, à vous de crever ! (Hunde, wollt ihr ewig leben) est un film allemand de Frank Wisbar et sorti en 1959.

## Synopsis
Octobre 1942. Le général Paulus qui commande la 6e Armée obéit aveuglement à Hitler qui exige, coûte que coûte, qu’il tienne Stalingrad et résiste par tous les moyens à l’encerclement des troupes soviétiques. Dans les rangs allemands, les soldats privés d’armes et de vivres commencent à prendre conscience de la folie mégalomane du Führer. Parmi eux, l’aumônier Bosh, le lieutenant Wisse, le sergent Böse et le caporal Krämer redécouvrent des valeurs humaines que la guerre avait annihilées.

## Fiche technique
- Titre original : Hunde, wollt ihr ewig leben[1]
- Titre français : Chiens, à vous de crever ![2]
- Titre anglais : Stalingrad: Dogs, Do You Want to Live Forever ?
- Réalisation : Frank Wisbar
- Scénario : Frank Wisbar, Frank Dimen et Heinz Schröter, d'après le roman éponyme de Fritz Wöss
- Direction artistique : Walter Haag, Hans Kutzner et Wilhelm Vierhaus
- Costumes : Irms Pauli
- Photographie : Helmut Ashley
- Son : Heinz Martin
- Montage : Martha Dübber
- Musique : Herbert Windt
- Production : Otto Meissner (producteur exécutif) et Alf Teichs (producteur)
- Société(s) de production : Deutsche Film Hansa
- Société(s) de distribution :  Deutsche Film Hansa /  Gaumont Distribution[3]
- Pays d'origine :  Allemagne de l'Ouest
- Langue : Allemand
- Format : noir et blanc - 35 mm - 1,37:1 - mono
- Genre : Drame / Guerre
- Durée : 100 minutes
- Dates de sortie :
  - Allemagne de l'Ouest : 7 avril 1959
  - France : 10 février 1960

## Distribution
- Joachim Hansen : Lieutenant Wisse
- Ernst Wilhelm Borchert : Général Paulus
- Wolfgang Preiss : Major Linkman
- Carl Lange : Général von Seydlitz
- Horst Frank : Sergent Böse
- Peter Carsten : Caporal Krämer
- Richard Münch : Lieutenant-colonel Kesselbach
- Günter Pfitzmann : Sergent Kunowski
- Sonja Ziemann : Katja
- Gunnar Möller : Lieutenant Fuhrmann
- Ernst von Klipstein (en) : Un général
- Armin Dahlen : Major Stanescu
- Paul Hoffmann : Général Codreanu
- Karl John : Général Hoth
- Alexander Kerst : Révérend Busch

## Réception du film

### Box-office
- France : 1 213 466 entrées en salles[4]

### Distinctions
- Prix du film allemand, 1959 :
  - Deuxième meilleur film : Deutsche Hansa Film ;
  - Meilleur réalisateur : Frank Wisbar ;
  - Meilleure production : Walter Haag.

### Critiques
- « L'une des séquences est profondément touchante et retrace un fait authentique : pendant une courte trêve observée d'un commun accord par les combattants pour leur permettre de ramasser leurs morts, un officier allemand joue le début d'une sonate de Beethoven sur un piano couvert de neige et abandonné au milieu de ce qui fut une rue, et ceci au milieu d'une émotion et d'une communion prodigieuse[5]. »
- « Chiens, à vous de crever ! appartient au genre de film dit film-réhabilitation, inauguré par Alfred Weidenmann avec son Amiral Canaris. Il constitue un témoignage précieux sur la bataille de Stalingrad décrite avec une objectivité et une honnêteté dignes d'éloges. Frank Wisbar ne tombe pas dans le piège d'un manichéisme simpliste qui se serait complu à décrire l'adversaire soviétique sous les plus noires couleurs. Avec Le Général du Diable, Chiens, à vous de crever ! peut être considéré comme le meilleur film-réhabilitation tourné dans les studios d'outre-Rhin dans les années cinquante[6]. »

## Origine du titre
Le titre allemand (« Chiens, voulez-vous vivre éternellement ? ») est une phrase prêtée à Frédéric II de Prusse, qu'il aurait adressée à ses soldats réticents à partir à l'assaut, lors de la bataille de Kolin.